# Aporobopyrus bonairensis
Aporobopyrus bonairensis är en kräftdjursart som beskrevs av John C. Markham 1988. Aporobopyrus bonairensis ingår i släktet Aporobopyrus och familjen Bopyridae. Inga underarter finns listade i Catalogue of Life.